# Юніон (Алабама)
Юніон (англ. Union) — місто (англ. town) в США, в окрузі Грін штату Алабама. Населення — 180 осіб (2020).

## Географія
Юніон розташований за координатами 32°59′38″ пн. ш. 87°54′26″ зх. д. / 32.99389° пн. ш. 87.90722° зх. д. (32.993810, -87.907179). За даними Бюро перепису населення США в 2010 році місто мало площу 2,13 км², уся площа — суходіл.

## Демографія
Згідно з переписом 2010 року, у місті мешкало 237 осіб у 99 домогосподарствах у складі 60 родин. Густота населення становила 111 особа/км². Було 121 помешкання (57/км²).
Расовий склад населення:
| - 95,4 % — чорних або афроамериканців - 3,4 % — білих - 0,8 % — корінних американців |

До двох чи більше рас належало 0,0 %. Частка іспаномовних становила 0,4 % від усіх жителів.
За віковим діапазоном населення розподілялося таким чином: 20,3 % — особи молодші 18 років, 58,2 % — особи у віці 18—64 років, 21,5 % — особи у віці 65 років та старші. Медіана віку мешканця становила 44,9 року. На 100 осіб жіночої статі у місті припадало 91,1 чоловіків; на 100 жінок у віці від 18 років та старших — 78,3 чоловіків також старших 18 років.
Середній дохід на одне домашнє господарство становив 35 713 долари США (медіана — 26 875), а середній дохід на одну сім'ю — 48 672 долари (медіана — 40 000). За межею бідності перебувало 22,7 % осіб, у тому числі 6,9 % дітей у віці до 18 років та 29,1 % осіб у віці 65 років та старших.
Цивільне працевлаштоване населення становило 59 осіб. Основні галузі зайнятості: виробництво — 23,7 %, роздрібна торгівля — 20,3 %, освіта, охорона здоров'я та соціальна допомога — 16,9 %.